# Мишле, Жозеф-Альфред
Жозе́ф-Альфре́д Мишле́ (англ. Joseph-Alfred Michelet; 23 сентября 1861, Фальсбур — 17 марта 1931, Лион) французский дивизионный генерал, один из французских главнокомандующих во время сражения на Сомме. Образование получил в Сен-Сирской военной школе в 1882 году и в Академии Генштаба. После чего был выпущен в пехоту. С 1914 стал начальником штаба VI АК. С января 1915 г. стал начальником штаба 1-й армии, с августа 1915 г. стал начальником 53-й пехотной дивизии, после чего, пробыв всего 10 дней командиром корпуса, в апреле 1916 г. назначен командующим 10-й армией. Во время весеннего наступления 1917 поставлен во главе группы армий резерва, расположенной за центром для использования при ожидаемом прорыве.